# Hallinge gård

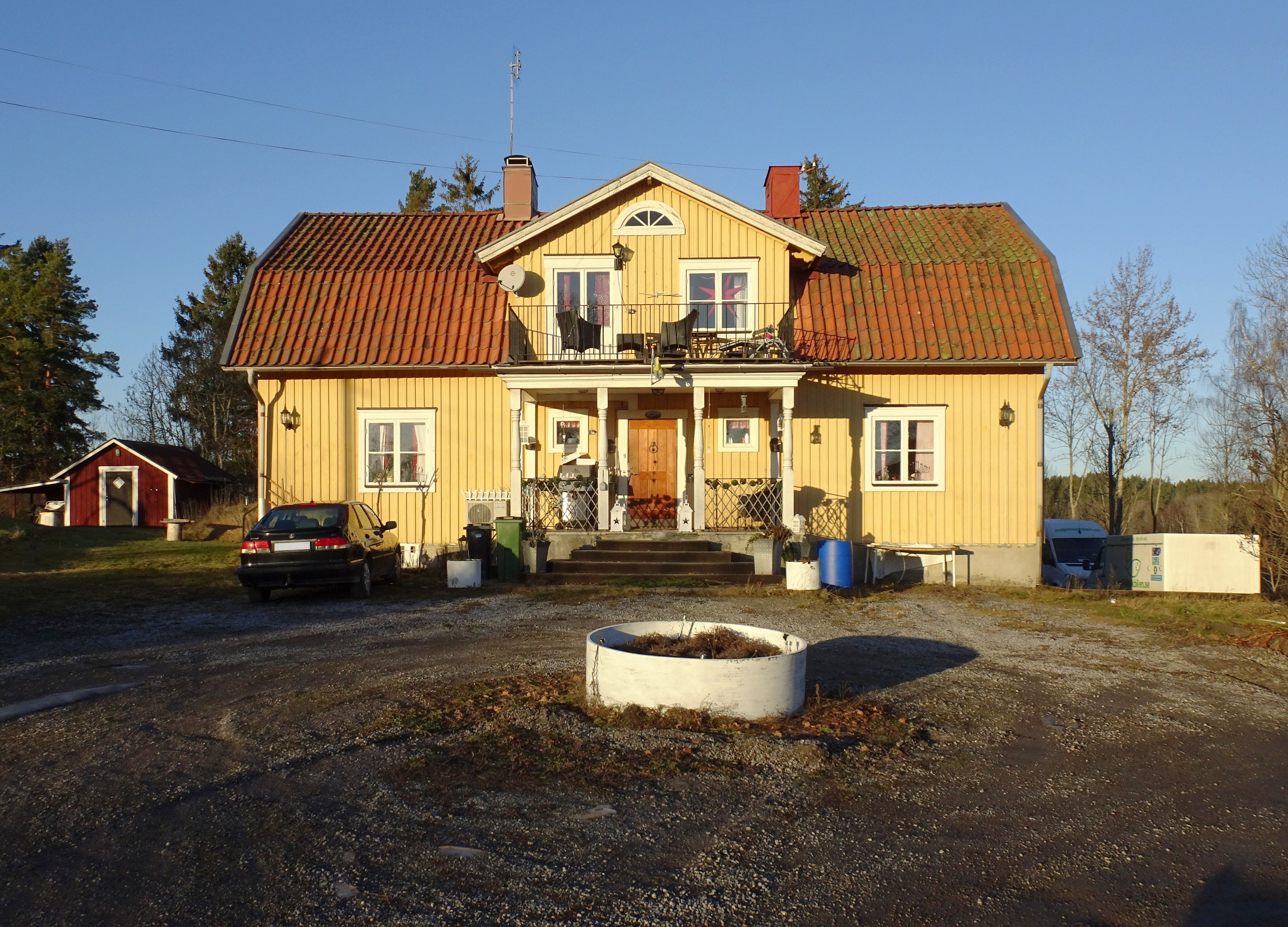
Hallinge gårds huvudbyggnad, december 2016.

Hallinge gård är en gård i Salems kommun, Stockholms län. Gården har rötter tillbaka till 1300-talet och ligger mitt i ett jordbrukslandskap ungefär 1,5 kilometer norr om motorvägen E4/E20, Södertäljevägen. Gården med omgivning ingår i Bornsjöns naturreservat.

## Forntid
Trakten var bebodd redan på bronsåldern som talrika fornlämningar i form av rösen, skärvstenshögar och hällristningar kan vittna om. Av intresse är Hallingeristningen som upptäcktes så sent som 1975. Den består av fem till sex skeppsmotiv samt ett femtiotal skålgropar. Några av skeppen har så kallade bemanningsstreck som symboliserar människor. Vid sidan om Slagstaristningen och Ladviks hällristning är Hallingeristningen enligt Stockholms läns museum unik för trakten.

## Gårdens historik

### Allmänt

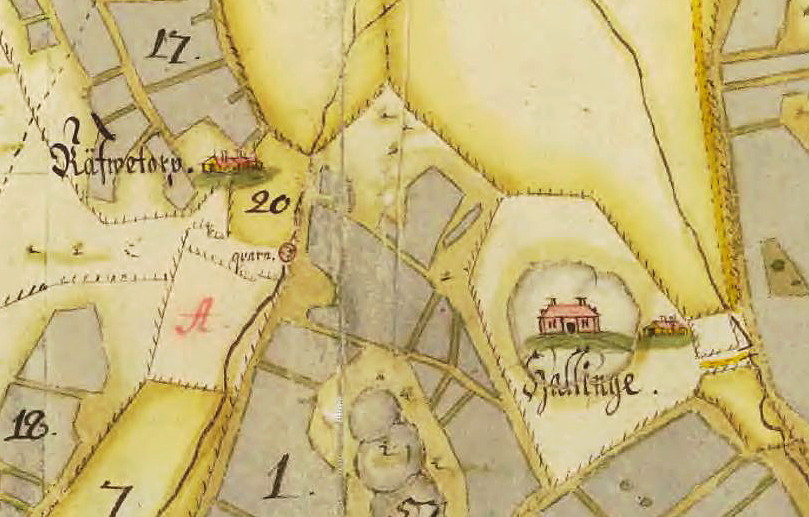
Hallinge, Rävtorp ("Räfwetorp") och Hallinge kvarn ("qvarn"), 1699.

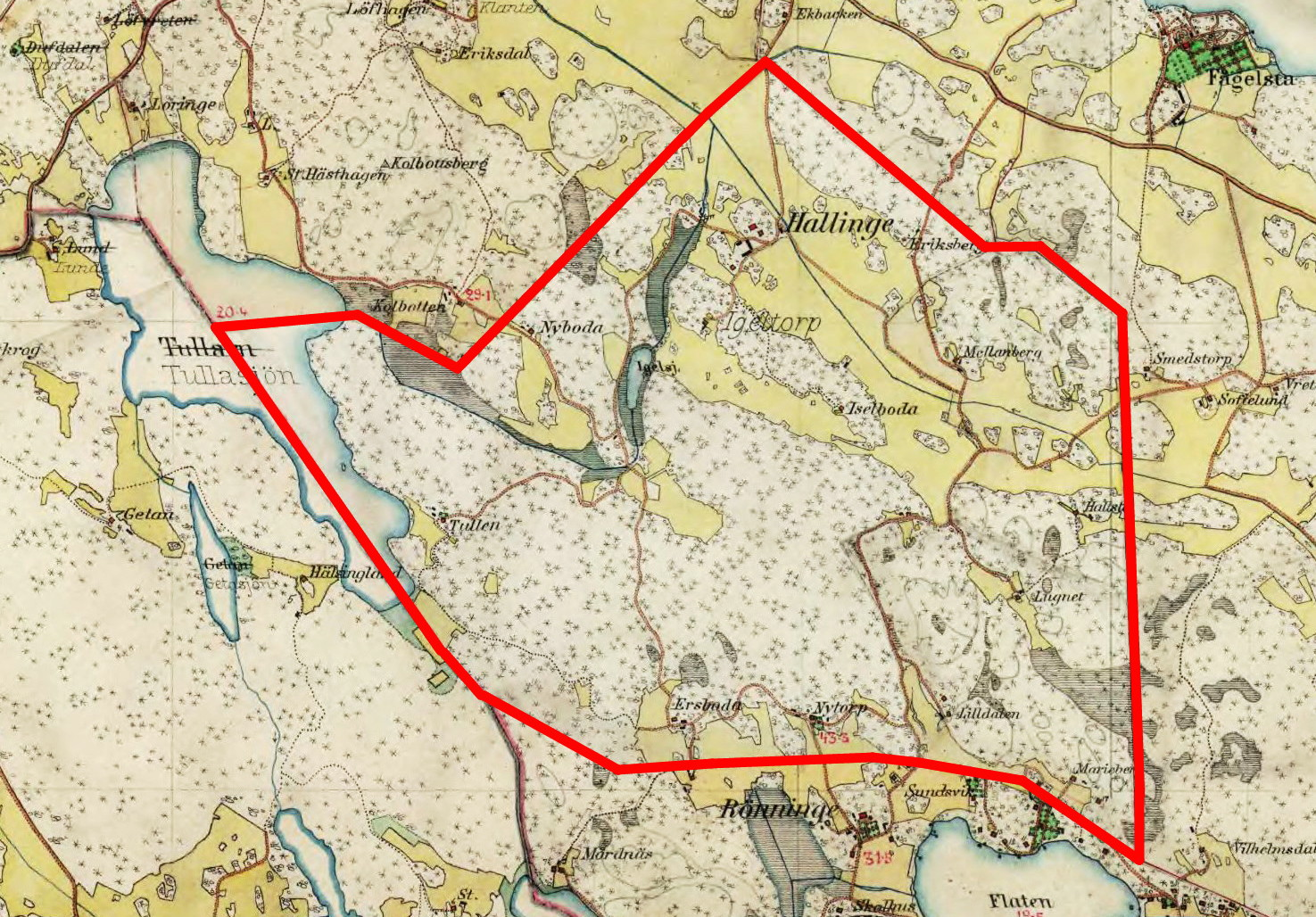
Hallinge gårds ägor 1901.

Hallinge omnämns i skriftliga källor på 1300-talet (Jon i Hallunge, 1357). På 1500-talet ägdes Hallinges gårdar av Danviks hospital i Nacka socken. Vid den tiden var bebyggelsen uppdelad i Västerhallinge, där nuvarande Hallinges huvudbyggnad ligger, och Österhallinge, som lag där torpet Mellanberg idag finns. År 1655 kom Hallinge i ämbetsmannen Jonas Klingstedts ägo. Han var landshövding i Kronobergs län och hade på 1660-talet skapat säteriet Skårby gård vid Bornsjön och Hallinge kom att lyda under detta en tid. 
På Häradsekonomiska kartan från 1901 framgår Hallinges ägor, som hade ungefär samma gränsdragning redan 1699. I norr sträckte sig ägorna i en spets nästan upp till Gamla Södertäljevägen (dagens Bergaholmsvägen), där vidtog Skårby gårds och Bergaholms ägor. I söder slutade Hallinges mark vid Rönninge, strax norr om sjön Flaten. I väster gick gränsen mitt i sjön Tullan och i öster vidtog Fågelsta gårds ägor.
Kring sekelskiftet 1900 förvärvades västra Hallinge tillsammans med flera andra lantegendomar kring Bornsjön av Stockholms stad. Anledning var att trygga Bornsjön och dess avrinningsområden som dricksvattentäkt för Stockholms befolkning. 1908 köptes även östra Hallinge tillsammans med Skårby gård. Hela Hallinge blev då en av Stockholms Bornsjöegendomarna och är det fortfarande idag, och sedan 1992 ägd av Stockholm Vatten, som även sköter jordbruket.

### Nuvarande bebyggelse
Nuvarande huvudbyggnad uppfördes 1945 och ligger på samma plats som den tidigare mangården. Exteriört påminner den om sin föregångare. Intill ligger en timrad drängstuga från 1800-talets senare del. Till gårdsbebyggelsen hör även två lantarbetarbostäder väster om huvudbyggnaden och ett magasin samt en stor vinkellada söder om huvudbyggnaden. Intill den gamla byvägen som leder mot den numera rivna vattenkvarnen och vidare till Igelsjön märks en kombinerad gårdssmedja och snickeriverkstad som är uppförd omkring 1870 och tillbyggd på 1920-talet. Smedjan var en gårdssmedja för Hallinge, men tog även uppdrag från många gårdar i bygden fram till 1950-talet. Anläggningen är sällsynt, då den är den enda kvarvarande i sitt slag i Salem. Smedjan är fullt funktionsduglig och demonstreras ibland för allmänheten av Salems hembygdsförening.

### Bilder, gårdens byggnader

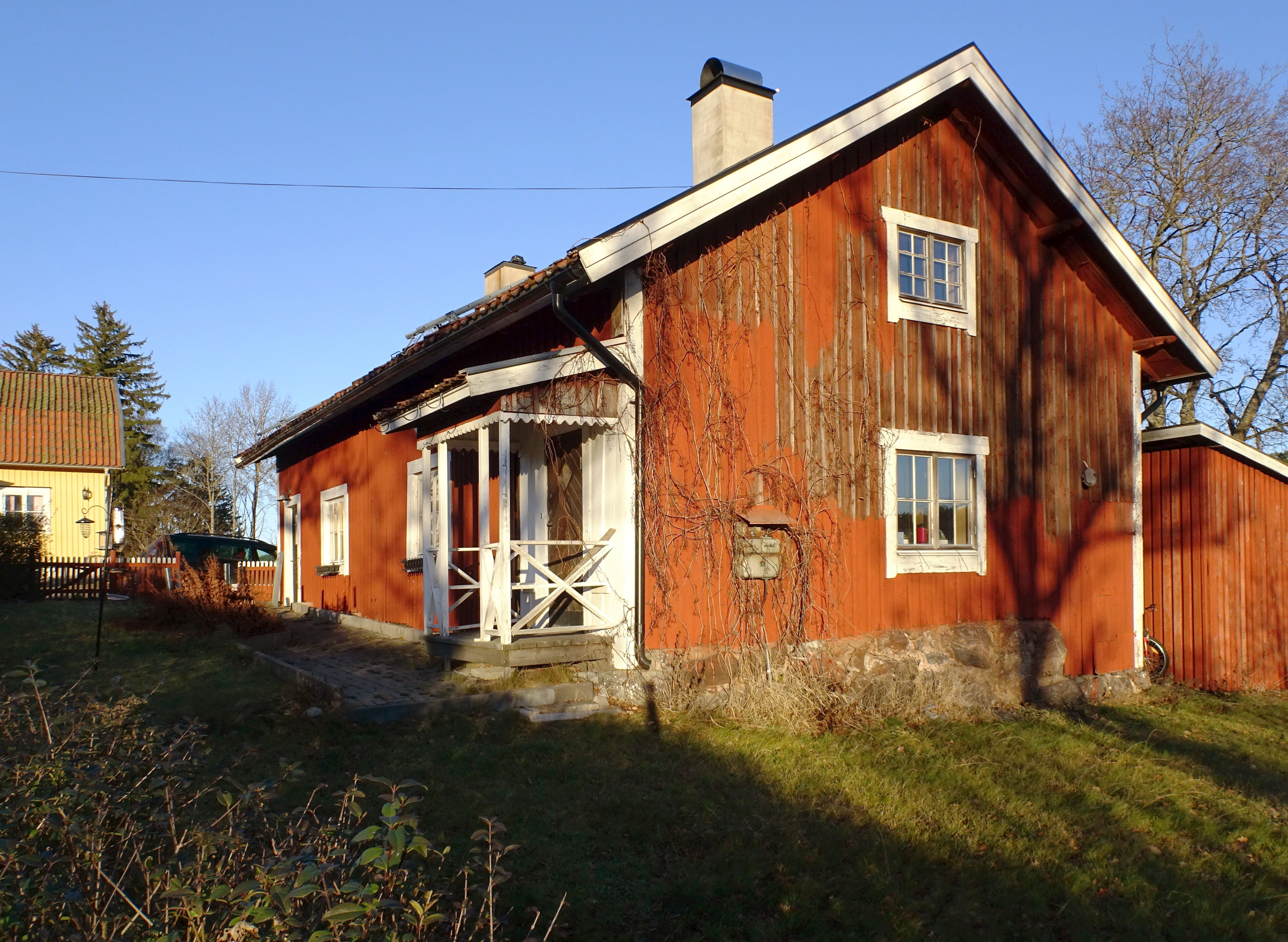
Före detta drängstuga
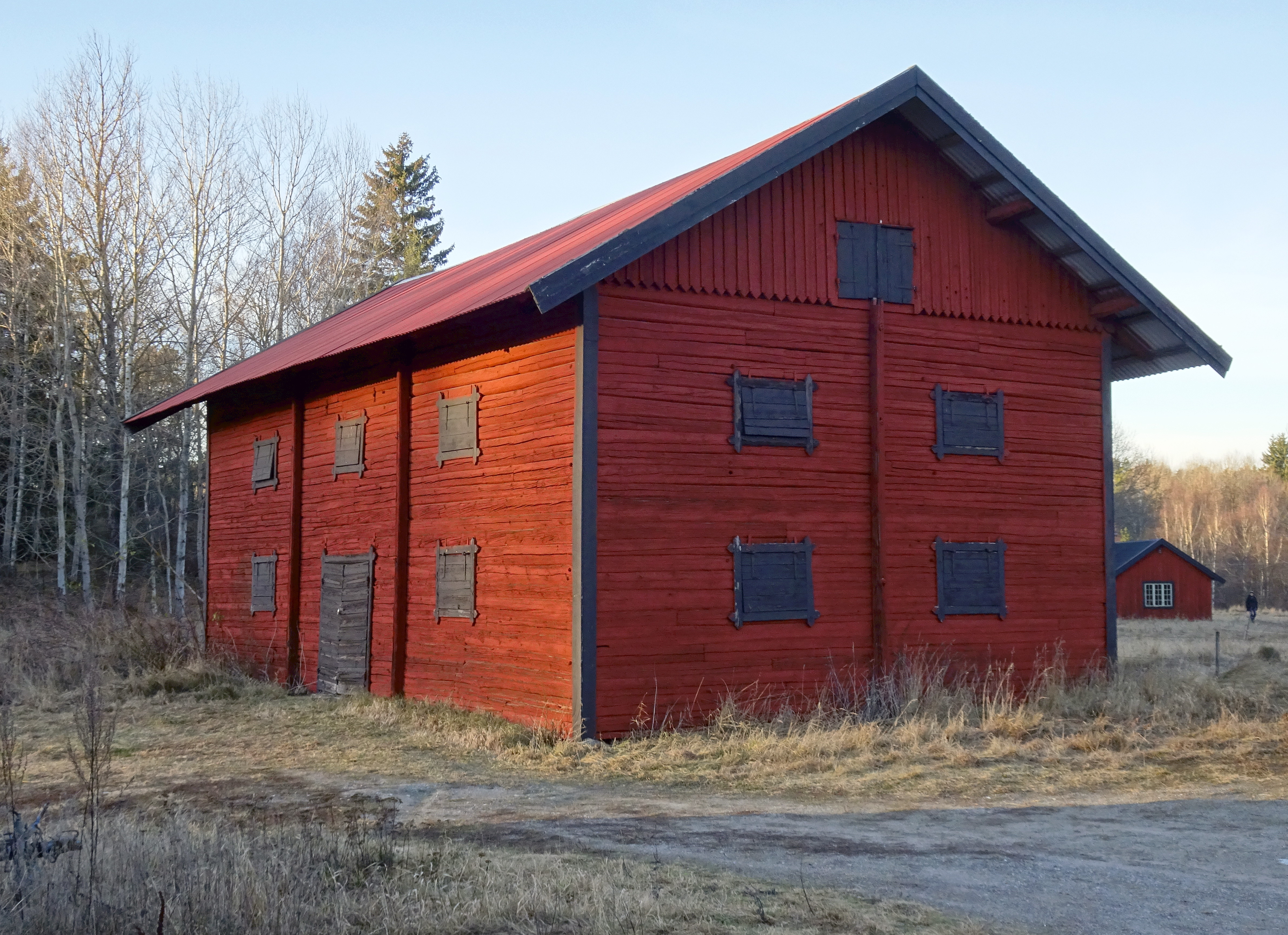
Magasin
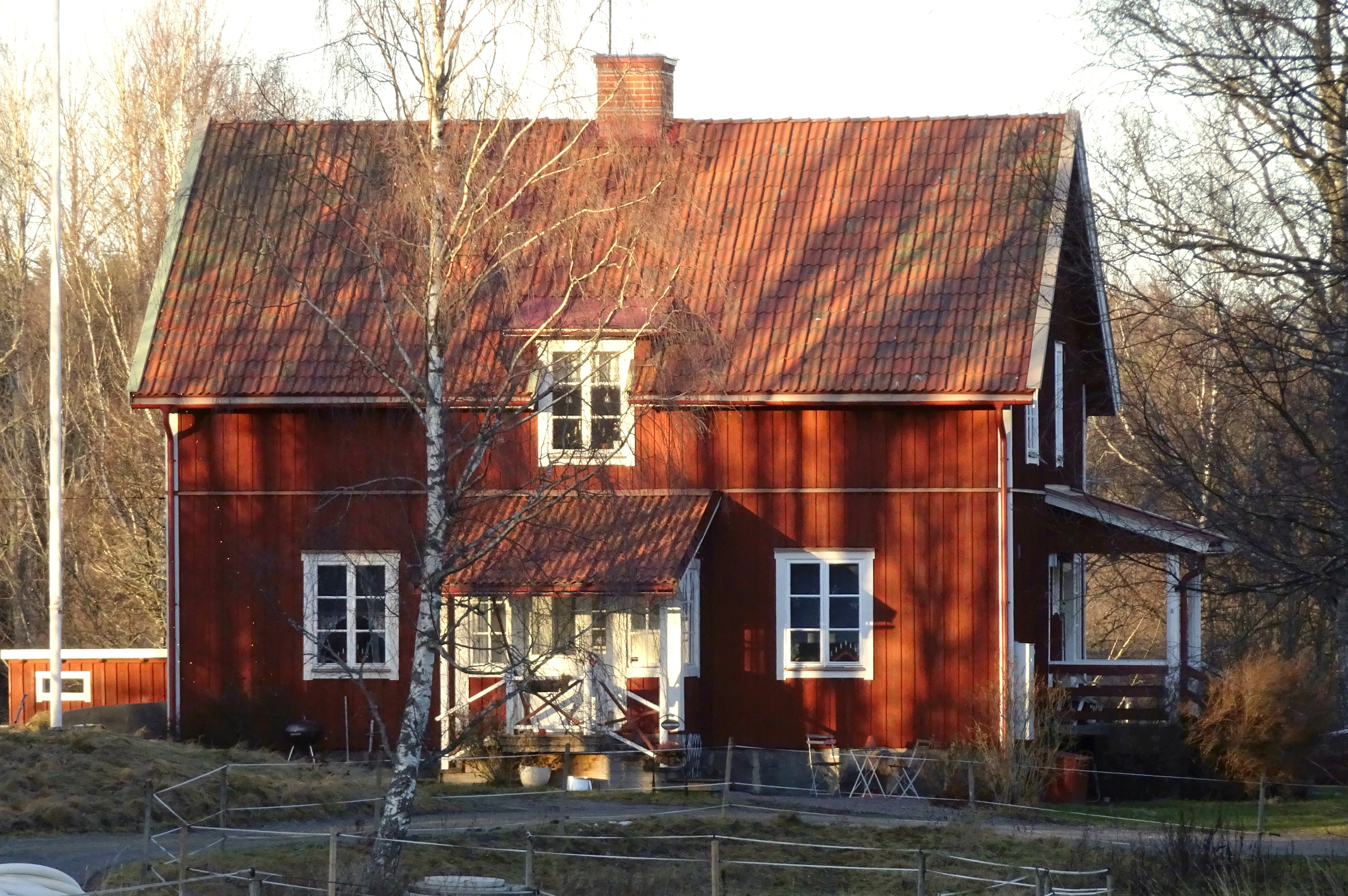
Före detta lantarbetarboställe
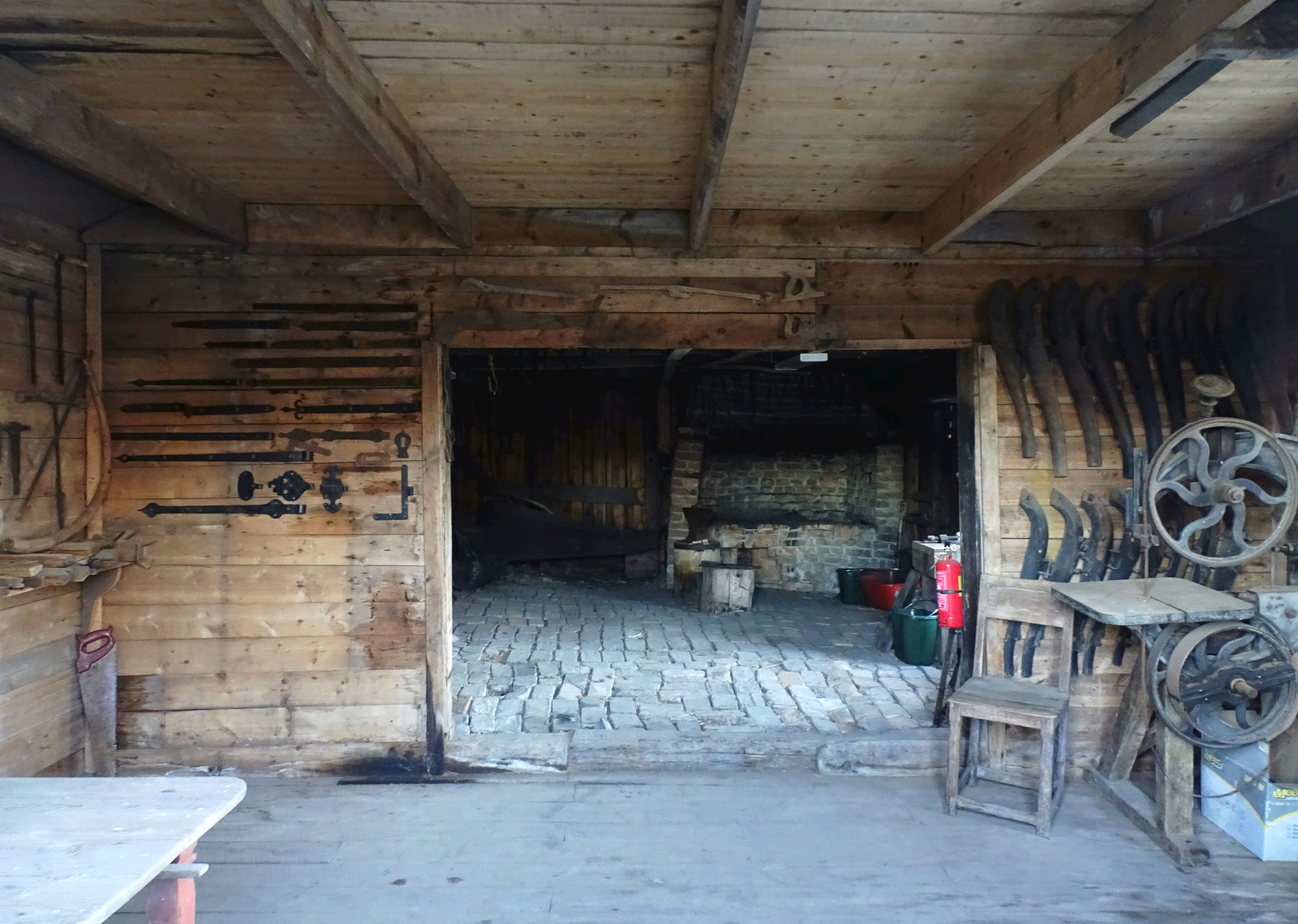
Hallinge smide, interiör
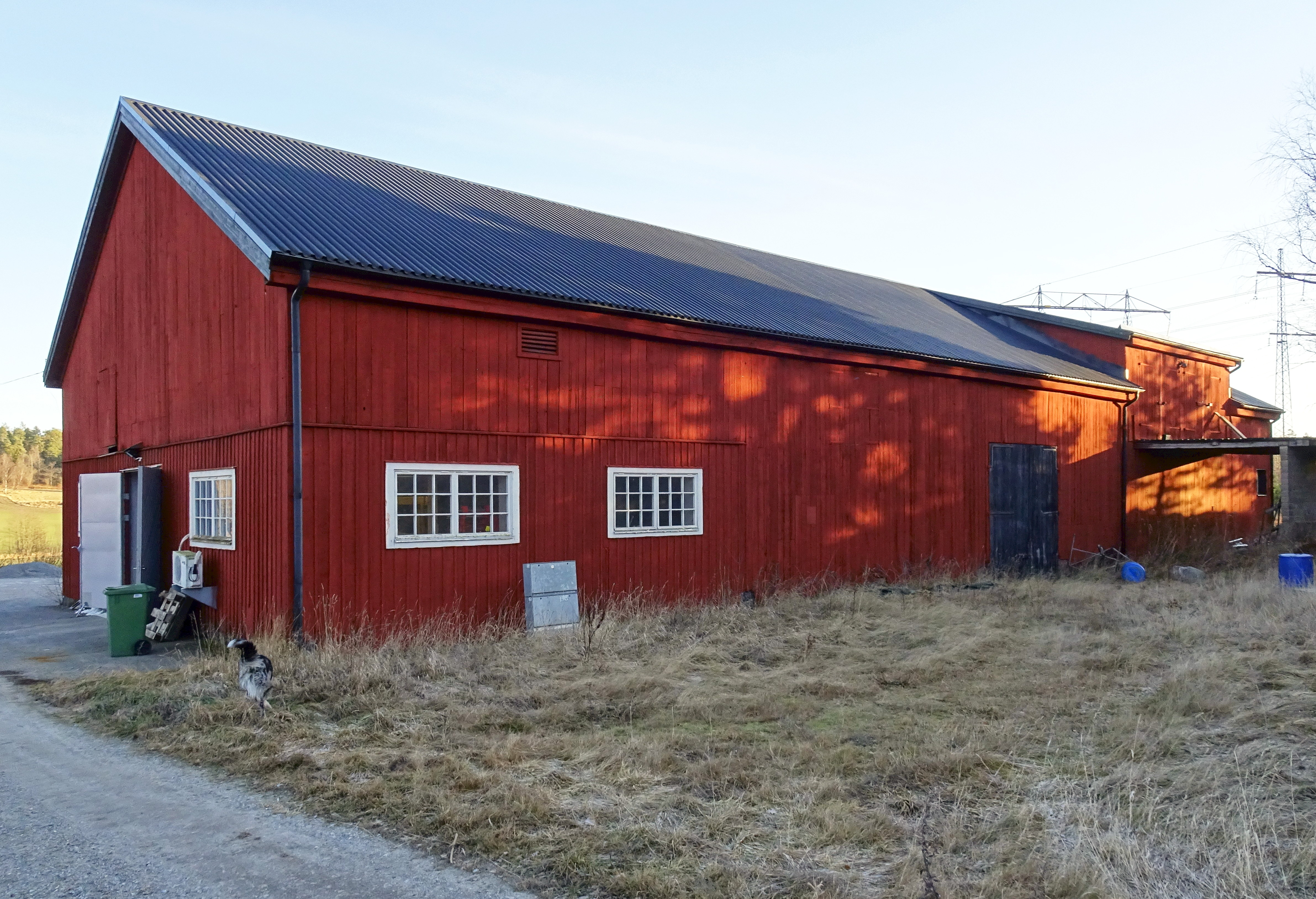
Stora ladan

### Hallinga kvarn

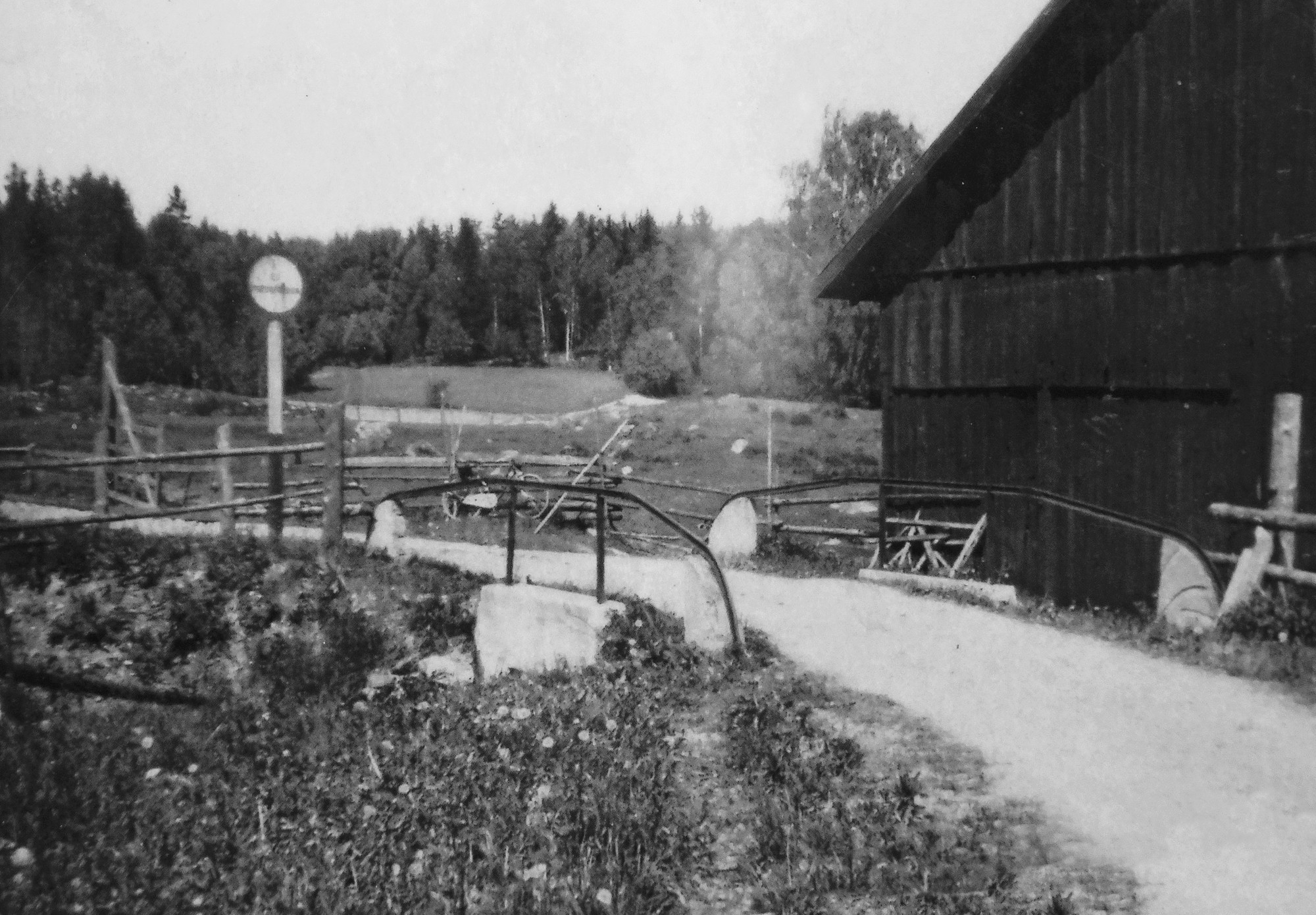
Hallinge kvarn, 1940-tal.

Vid Hallingen fanns en vattenkvarn. Kvarnen var tänkt för husbehovet och syns redan på en karta från 1699. Den drevs med vattenkraften från Igelbäcken som rinner förbi väster om gården och ut i Bornsjön. Hallinge hade både överfallskvarn och underfallskvarn. I det förstnämnda fallet leddes vattnet i en smal ränna mot skovelhjulet ovansidan. I det sistnämnda fallet leddes vattnet mot skovelns nederdel och brukade användas när vattenföringen i bäcken var låg. På 1860-talet ägdes Hallinge kvarn och Bergaholms kvarn av Erik Gustav Edin. Kvarnen i Bergaholm stod där gamla Riksettan mot Södertälje (nuvarande Bergaholmsvägen) går över vattendraget. Han flyttade anläggningen i Bergaholm hit till Hallinge och höjde samtidigt effektiviteten.
Hallinge kvarn drevs med vatten från sjön Tullan, Igelsjön och markernas avrinning. Med hjälp av en dammlucka kunde Igelbäckens flöde regleras och Igelsjön dämmas upp som vattenmagasin. Den sista kvarnbyggnaden som fanns vid Hallige hade tre våningar. I samband med sågning placerades stockarna vid byggnadens långsida och rullades sedan en och en ner till sågen som drevs av underfallshjulet. För malning av säd till mjöl användes två kvarnstenspar som drevs av underfallshjulet. Anläggningen revs på 1950-talet men grunden och vattenrännan finns kvar liksom kvarnens äldre kvarnstenar vars delar byggdes in i broräcket.

### Hallinges torp i urval

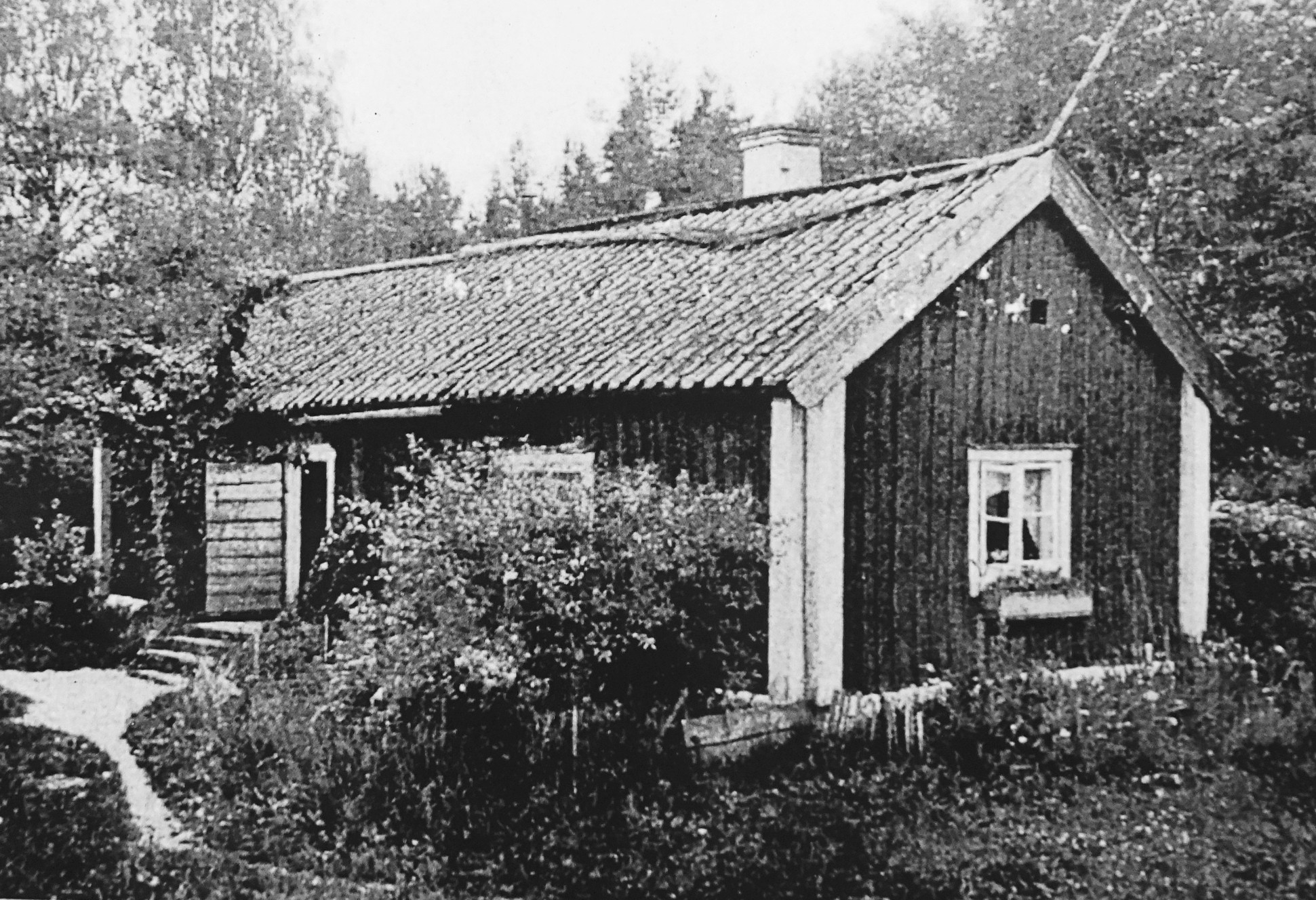
Igeltorp från 1550-talet, revs 1941

Under Hallinge låg ett stort antal torp, varav de flesta revs på 1930- och 1940-talen. Öster om gården märks det ännu bevarade torpet Eriksberg som troligen härstammar från 1800-talets första del. Torpet har ett karakteristiskt läge i skogskanten mot odlad mark. Huset är knuttimrad och klädd med faluröd stående locklistpanel. Planen är den av en enkelstuga. Huset brandskadades delvis i början av 1970-talet, men byggdes upp igen med samma utseende. Eriksberg används idag av en scoutförening. 
Söder om Eriksberg kvarstår torpet Mellanberg, det tidigare Österhallinge med rötter tillbaka till 1500-talet. Bland andra torp som står kvar finns Ersboda från 1600-talet, Hallsta från 1800-talet, Nytorp från 1600-talet, Nyboda från 1600-talet och Tullen från 1600-talet som står nära sjön Tullan.
Norr om Hallinge, vid dagens Hallinge gårdsväg nära den gamla landsvägen mot Södertälje (dagens Bergaholmsvägen) syns grunden efter torpet Ekbacken, även kallat Jungmanstorp. Huset är känt sedan början av 1800-talet. Ekbacken ligger egentligen utanför Hallinges ägor men här bodde lantarbetare som var anställda på Hallinge gård. Ekbacken revs omkring 1930. 
Söder om Hallinge finns grunden efter Igeltorp som har sitt namn efter den närbelägna Igelsjön och Igelbäcken. Torpet är känt som frälsetorp redan 1550 och lades omkring 1700 under Hallinge när Jonas Klingstedt var ägare. Igeltorp var en parstuga och revs 1941. Till Igeltorp hörde en parbod som 1932 flyttades till Torpet Lugnet vid sjön Judarn i Bromma. Till övriga Hallingetorp som inte längre existerar hör Iselboda från 1700-talet, Erikslund från 1800-talet, Lugnet från 1700-talet samt Rävtorp från 1550-talet som låg på en kulle strax väster om Hallinge och försvann redan under 1800-talet.

### Bilder, gårdens torp (urval)

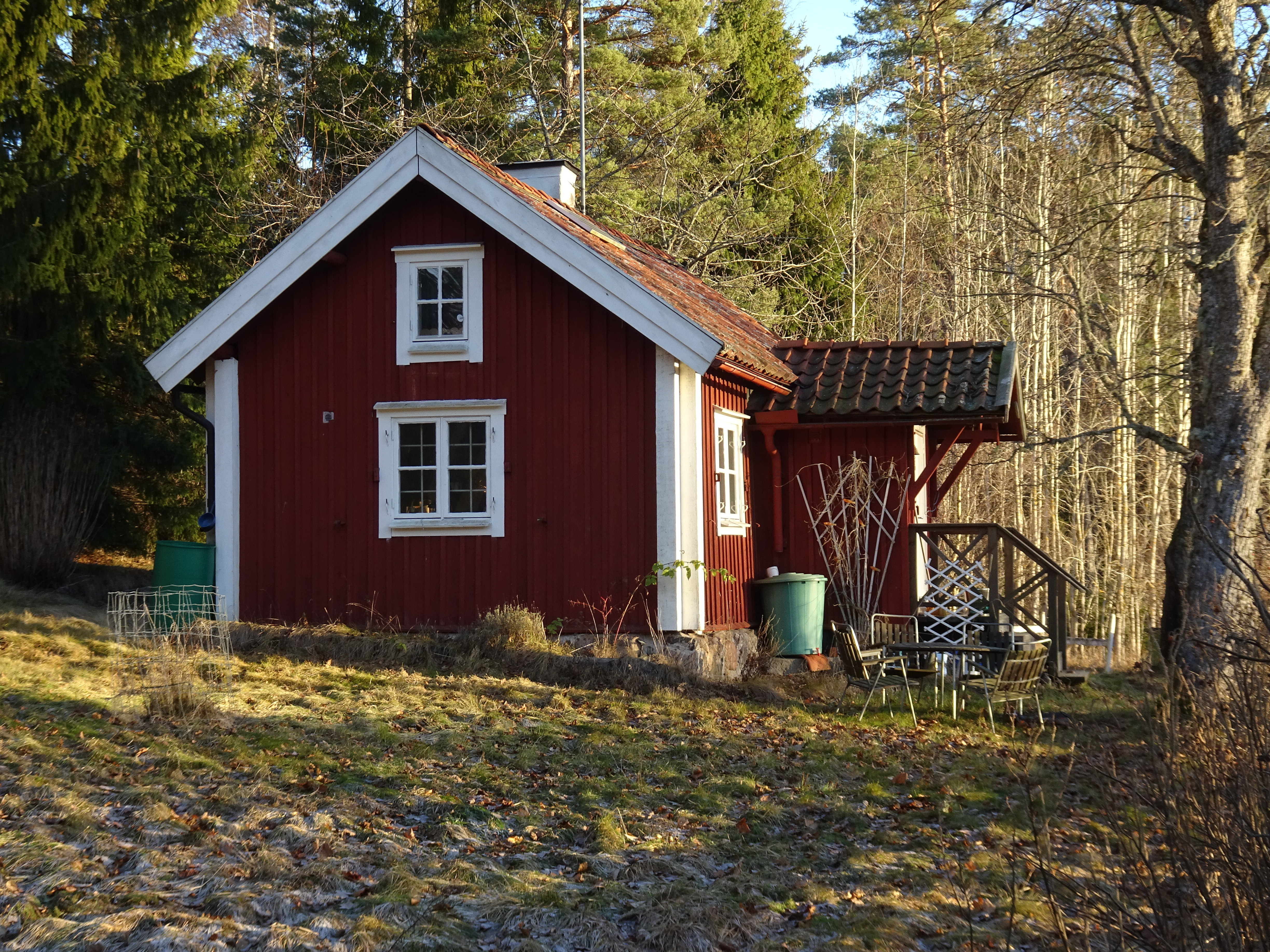
Torpet Nyboda från 1600-talet, 2016.
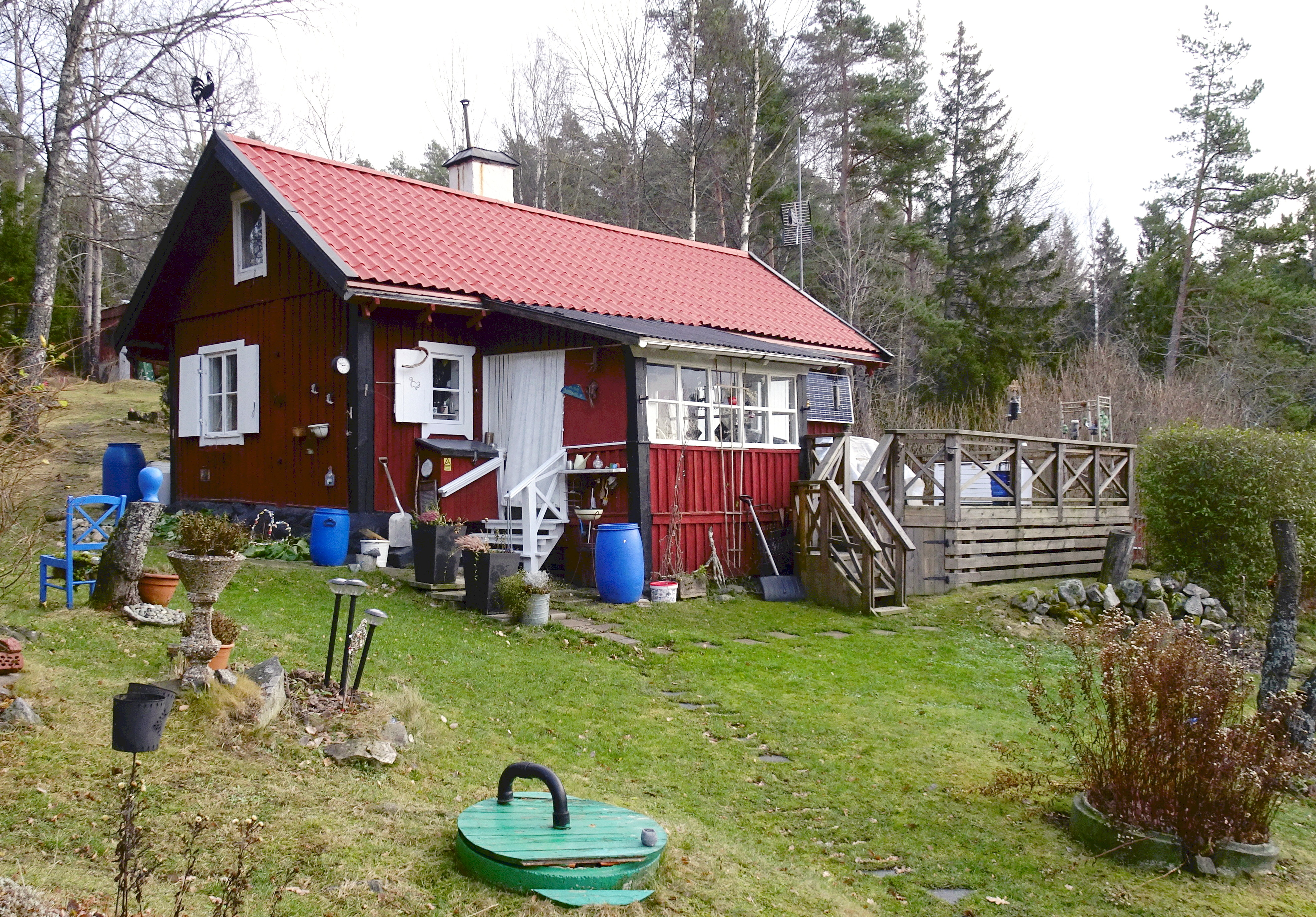
Torpet Tullen från 1600-talet, 2016.
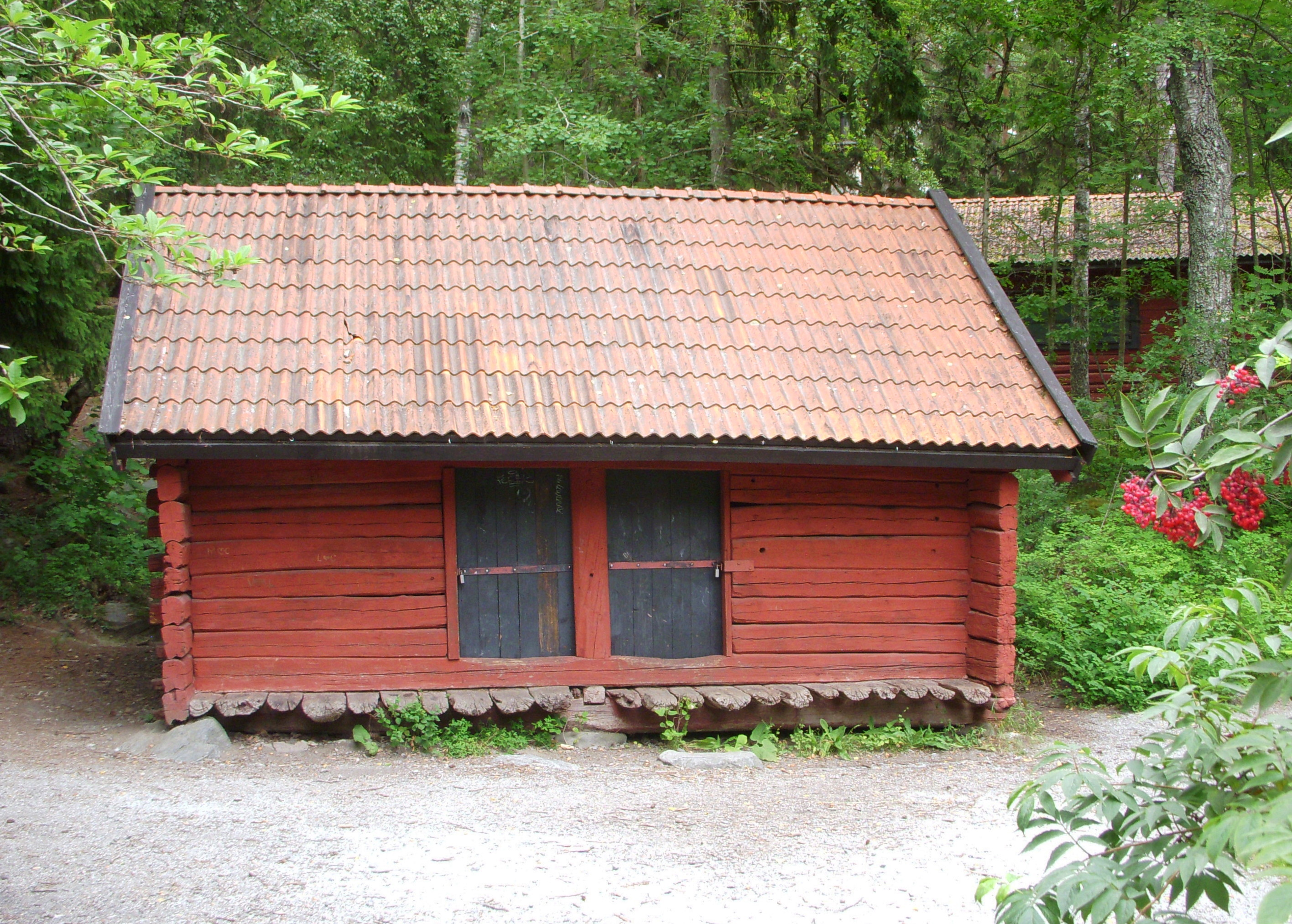
Igeltorps parbod, återuppförd vid Torpet Lugnet i Bromma.
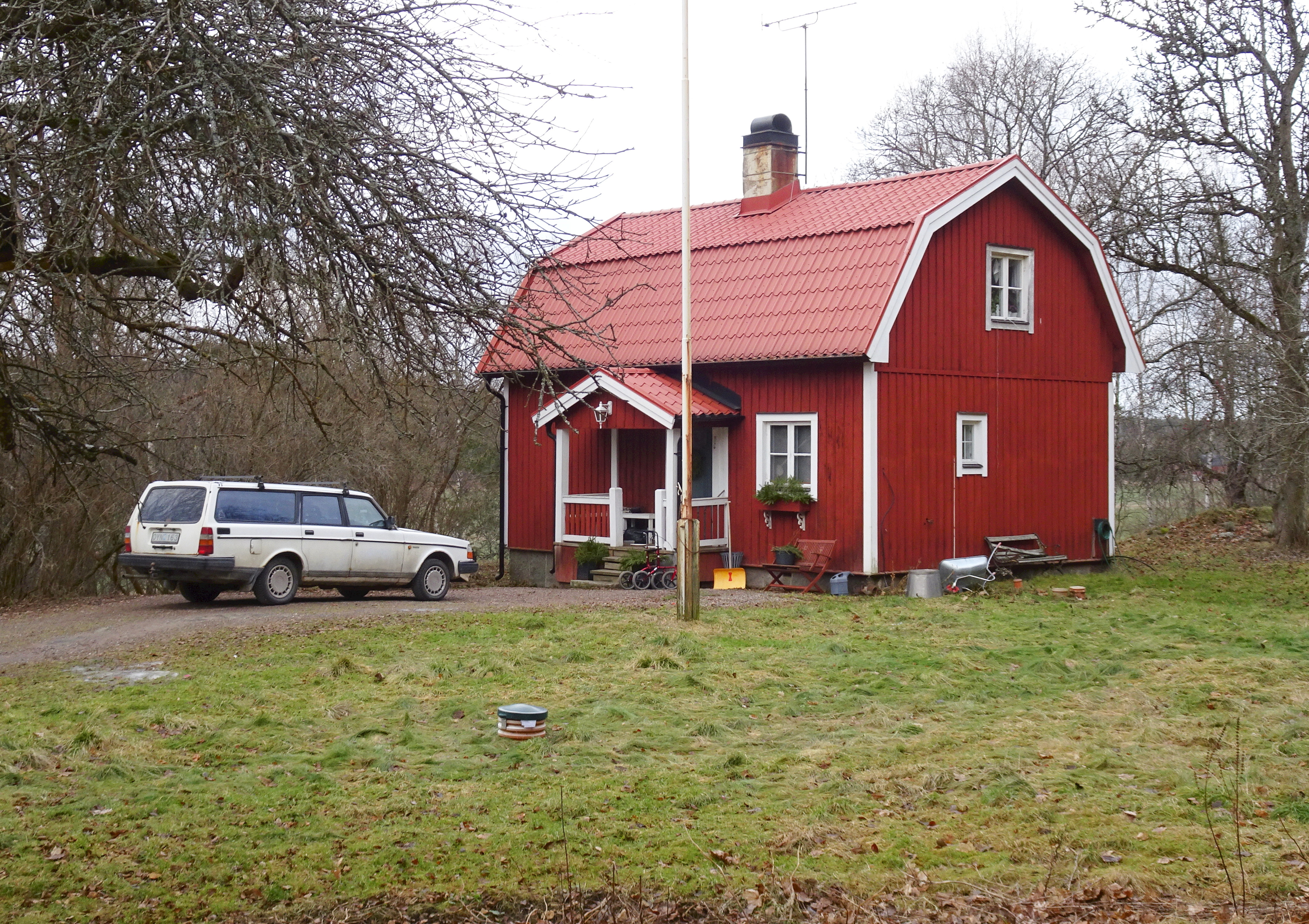
Mellanberg, på platsen för det tidigare Österhallinge, 2016.
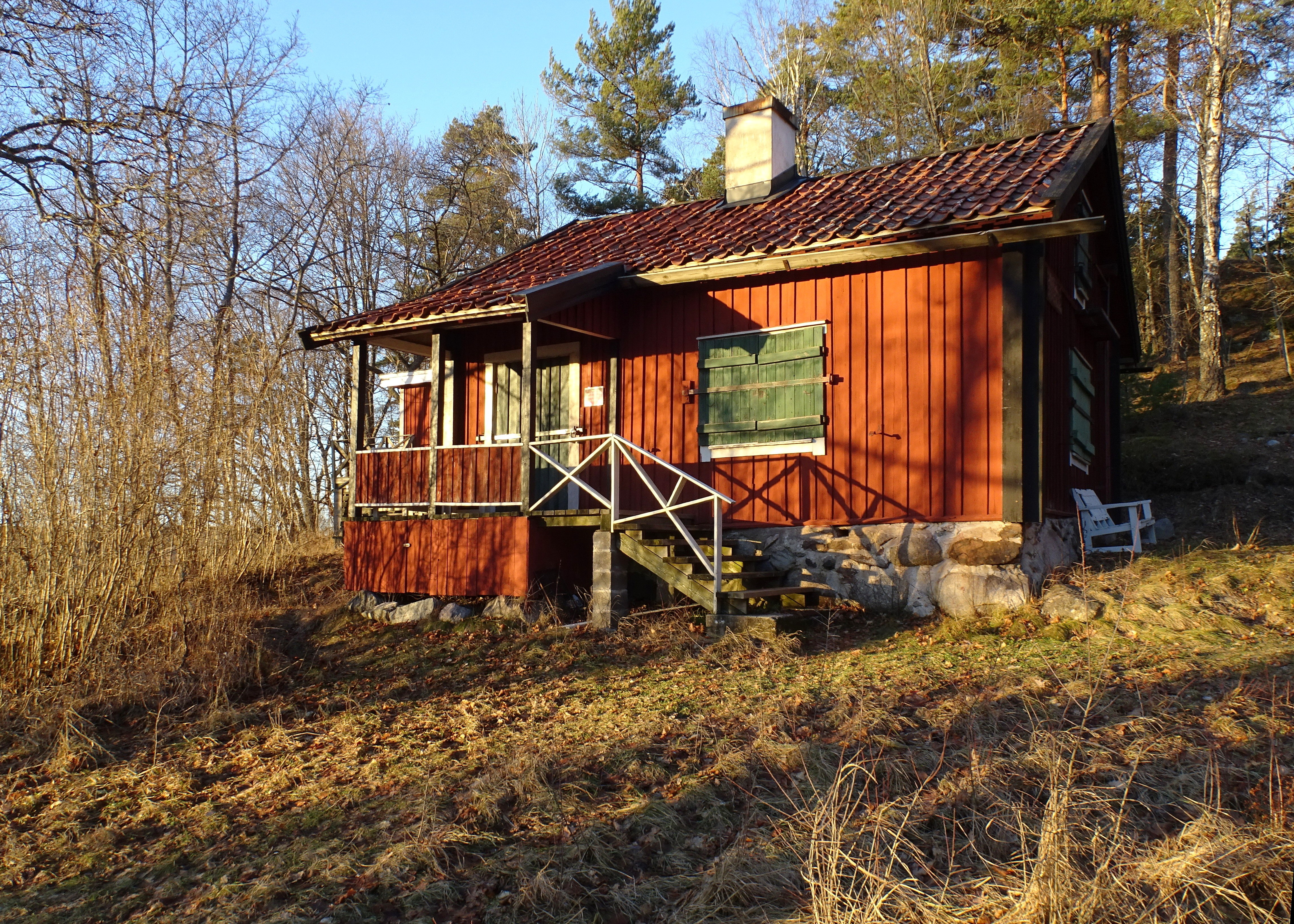
Torpet Eriksberg från 1800-talets första del, 2016.